# Барроу, Джон (физик)
Джон Дэвид Ба́рроу (англ. John David Barrow; 29 ноября 1952, Лондон — 26 сентября 2020, Кембридж) — английский физик-теоретик и популяризатор науки, известный своими работами в области космологии. Член Лондонского королевского общества (2003).

## Биография
Родился 29 ноября 1952 года в Лондоне. Учился в грамматической школе Илинга для мальчиков (англ. Ealing Grammar School for Boys), где помимо наук увлекался спортом и даже побывал на просмотре в футбольном клубе «Челси». В 1974 году окончил Даремский университет, где изучал математику и физику. В 1977 году получил докторскую степень в Оксфордском университете, где под руководством Денниса Сиамы защитил диссертацию о неоднородных космологических моделях. Работал младшим научным сотрудником в оксфордском колледже Крайст-черч и постдоком в Калифорнийском университете в Беркли, где плодотворно сотрудничал с Джозефом Силком и написал совместно с ним свою первую научно-популярную книгу. В 1981 году получил место лектора в Астрономическом центре Университета Сассекса, где с 1989 года был профессором, а с 1995 года — директором. В 1999 году стал профессором математических наук в колледже Клэр Холл Кембриджского университета и директором Millennium Mathematics Project — программы поддержки математического образования и популяризации математики в обществе. Одновременно работал в Грешем-колледже — сначала профессором астрономии (2003—2007), а затем — геометрии (2008—2011).
Научные работы посвящены космологии и астрофизике. Один из пионеров использования методов теории динамических систем для описания поведения космологических моделей, в том числе неоднородных и анизотропных. Исследовал механизмы сглаживания неоднородностей в ранней Вселенной, в частности динамику космической инфляции, в том числе в рамках обобщений теории гравитации. Занимался проблемами асимметрии между материей и антиматерией во Вселенной и природы тёмной материи, теорией чёрных дыр, происхождением галактик. Изучал возможность экспериментального обнаружения изменения постоянной тонкой структуры со временем. Интересовался философскими проблемами космологии, развивал и пропагандировал антропный принцип для объяснения того факта, что фундаментальные константы физики «разрешают» возникновение жизни; в 1986 году совместно с Фрэнком Типлером опубликовал классическую монографию на эту тему.
Активно занимался популяризацией науки. Написал более десятка научно-популярных книг, переведённых на 28 языков. Выступал по радио и с публичными лекциями, в том числе в резиденции британских премьер-министров и в Ватикане. Написал пьесу «Бесконечности» (англ. Infinities), которая была в 2002 году поставлена в Милане и получила итальянскую театральную премию.
Скончался от колоректального рака. Остались вдова Элизабет, двое сыновей, дочь и внуки.

## Награды и отличия
- Гиффордская лекция (1988)[6]
- Член Королевского астрономического общества (1998)
- Член Института физики (1998)
- Член Королевского общества искусств (1999)
- Темплтоновская премия (2006)
- Премия Майкла Фарадея (2008)
- Медаль Кельвина (2009)[7]
- Медаль и премия Дирака (2015)
- Золотая медаль Королевского астрономического общества (2016)
- Член Папской академии наук (2020)[8]

## Публикации
Книги
- Barrow J.D., Silk J. The Left Hand of Creation: The Origin and Evolution of the Expanding Universe. — Oxford University Press, 1983.
- Barrow J.D., Tipler F.J. The Anthropic Cosmological Principle. — Oxford University Press, 1988.
- Barrow J.D. The World Within the World. — Oxford University Press, 1990.
- Barrow J.D. Theories of Everything: The Quest for Ultimate Explanation. — Oxford University Press, 1991.
- Barrow J.D. Pi in the Sky: Counting, Thinking, and Being. — Oxford University Press, 1992.
- Barrow J.D. The Origin of the Universe: To the Edge of Space and Time. — Basic Books, 1994.
- Barrow J.D. Impossibility: Limits of Science and the Science of Limits. — Oxford University Press, 1998. — ISBN 0-09-977211-6.
- Barrow J.D. Between Inner Space and Outer Space: Essays on the Science, Art, and Philosophy of the Origin of the Universe. — Oxford University Press, 1999.
- Barrow J.D. The Universe That Discovered Itself. — Oxford University Press, 2000.
- Barrow J.D. The Book of Nothing: Vacuums, Voids, and the Latest Ideas about the Origins of the Universe. — Pantheon, 2001.
- Barrow J.D. The Constants of Nature: The Numbers that Encode the Deepest Secrets of the Universe. — Vintage, 2004.
- Science and Ultimate Reality: Quantum Theory, Cosmology, and Complexity / J.D. Barrow, P.C.W. Davies, C.L. Harper. — Oxford University Press, 2004.
- Barrow J.D. The Infinite Book: A Short Guide to the Boundless, Timeless and Endless. — Pantheon, 2005.
- Barrow J.D. The Artful Universe: The Cosmic Source of Human Creativity. — 2nd ed. — Oxford University Press, 2005.
- Barrow J.D. New Theories of Everything. — Oxford University Press, 2008. — ISBN 978-0-19-280721-2.
- Barrow J.D. Cosmic Imagery: Key Images in the History of Science. — W. W. Norton & Company, 2009. — ISBN 978-0-224-07523-7.
- Barrow J.D. One Hundred Essential Things You Didn't Know You Didn't Know: Math Explains Your World. — W. W. Norton & Company, 2009.
- Barrow J.D. The Book of Universes: Exploring the Limits of the Cosmos. — W. W. Norton & Company, 2011.
- Barrow J.D. Mathletics: A Scientist Explains 100 Amazing Things About the World of Sports. — W. W. Norton & Company, 2012.
- Barrow J.D. 100 Essential Things You Didn't Know You Didn't Know about Sport. — Bodley Head, 2012.
- Barrow J.D. 100 Essential Things You Didn't Know You Didn't Know about Math and the Arts. — W. W. Norton & Company, 2015.

Статьи
- Barrow J.D. Chaotic behaviour in general relativity // Physics Reports. — 1982. — Vol. 85, № 1. — P. 1-49. — doi:10.1016/0370-1573(82)90171-5.
- Barrow J.D., Ottewill A.C. The stability of general relativistic cosmological theory // Journal of Physics A: General Physics. — 1983. — Vol. 16, № 12. — P. 2757-2776. — doi:10.1088/0305-4470/16/12/022.
- Barrow J.D. The deflationary universe: An instability of the de Sitter universe // Physics Letters B. — 1986. — Vol. 180, № 4. — P. 335-339. — doi:10.1016/0370-2693(86)91198-6.
- Barrow J.D., Cotsakis S. Inflation and the conformal structure of higher-order gravity theories // Physics Letters B. — 1988. — Vol. 214, № 4. — P. 515-518. — doi:10.1016/0370-2693(88)90110-4.
- Barrow J.D. String-driven inflationary and deflationary cosmological models // Nuclear Physics B. — 1988. — Vol. 310, № 3-4. — P. 743-763. — doi:10.1016/0550-3213(88)90101-0.
- Barrow J.D. Graduated inflationary universes // Physics Letters B. — 1990. — Vol. 235, № 1-2. — P. 40-43. — doi:10.1016/0370-2693(90)90093-L.
- Liddle A.R., Parsons P., Barrow J.D. Formalizing the slow-roll approximation in inflation // Physical Review D. — 1994. — Vol. 50, № 12. — P. 7222-7232. — doi:10.1103/PhysRevD.50.7222.
- Barrow J.D., Ferreira P.G., Silk J. Constraints on a primordial magnetic field // Physical Review Letters. — 1997. — Vol. 78, № 19. — P. 3610-3613. — doi:10.1103/PhysRevLett.78.3610.
- Webb J.K., Flambaum V.V., Churchill C.W., Drinkwater M.J., Barrow J.D. Search for time variation of the fine structure constant // Physical Review Letters. — 1999. — Vol. 82, № 5. — P. 884–887. — doi:10.1103/PhysRevLett.82.884.
- Webb J.K., Murphy M.T., Flambaum V.V., Dzuba V.A., Barrow J.D., Churchill C.W., Prochaska J.X., Wolfe A.M. Further evidence for cosmological evolution of the fine structure constant // Physical Review Letters. — 2001. — Vol. 87, № 9. — P. 091301. — doi:10.1103/PhysRevLett.87.091301.
- Barrow J.D. Sudden future singularities // Classical and Quantum Gravity. — 2004. — Vol. 21, № 11. — P. L79-L82. — doi:10.1088/0264-9381/21/11/L03.
- Clifton T., Barrow J.D. The power of general relativity // Physical Review D. — 2005. — Vol. 72, № 10. — P. 103005. — doi:10.1103/PhysRevD.72.103005.
- Li B., Sotiriou T.P., Barrow J.D. f(T) gravity and local Lorentz invariance // Physical Review D. — 2011. — Vol. 83, № 6. — P. 064035. — doi:10.1103/PhysRevD.83.064035.